# Martin Bláha
Martin Bláha (Brno, 12 de septiembre de 1977) es un deportista checo que compite en ciclismo en las modalidades de pista, especialista en la prueba de madison, y ruta.
Ganó tres medallas en el Campeonato Mundial de Ciclismo en Pista entre los años 2009 y 2014, y cuatro medallas en el Campeonato Europeo de Ciclismo en Pista entre los años 1999 y 2012.

## Medallero internacional
| Campeonato Mundial | Campeonato Mundial       | Campeonato Mundial | Campeonato Mundial |
| Año                | Lugar                    | Medalla            | Competición        |
| ------------------ | ------------------------ | ------------------ | ------------------ |
| 2009               | Pruszków (Polonia)       | Medalla de bronce  | Madison            |
| 2011               | Apeldoorn (Países Bajos) | Medalla de plata   | Madison            |
| 2014               | Cali (Colombia)          | Medalla de plata   | Madison            |
| Campeonato Europeo |                          |                    |                    |
| Año                | Lugar                    | Medalla            | Competición        |
| 1999               | Gante (Bélgica)          | Medalla de bronce  | Madison            |
| 2005               | Dalmine (Italia)         | Medalla de plata   | Madison            |
| 2010               | Pruszków (Polonia)       | Medalla de oro     | Madison            |
| 2012               | Panevėžys (Lituania)     | Medalla de oro     | Madison            |

1. 1 2  Campeonato Europeo realizado sólo para la disciplina de madison.